# Aurora Pro Patria 1919 2011-2012
Questa voce raccoglie le informazioni riguardanti l'Aurora Pro Patria 1919 nelle competizioni ufficiali della stagione 2011-2012.

## Stagione
Prima stagione con al vertice societario Pietro Vavassori, e ottimo il ruolino di marcia sul campo dei bustocchi nel campionato 2011-2012, con i biancoblu che però pagano una penalizzazione record di 13 punti, a seguito di irregolarità amministrative riscontrate nella precedente gestione, senza la quale sarebbero stati a lungo al comando della classifica. Questa penalizzazione viene poi diminuita di due punti. La Pro Patria durante tutta la stagione continua l'inseguimento ai Play-off: se è vero che, al netto del pesante fardello della penalizzazione, avrebbe vinto il girone e sarebbe stata promossa direttamente in Lega Pro Prima Divisione, con due giornate di anticipo, invece così alla fine della stagione si deve accontentare del settimo posto, ad un solo punto dai Play-off. Miglior marcatore stagionale dei bustocchi è stato il bresciano Matteo Serafini, che con 19 reti si piazza in seconda posizione nella classifica dei marcatori del girone A, discreto anche il bottino di 14 reti del napoletano Luca Giannone. In questa stagione i tigrotti partecipano con poca fortuna a due Coppe Italia, in quella nazionale escono subito affondati (4-1) dal Lumezzane, mentre nella Coppa Italia di Lega Pro escono dal torneo nel primo turno eliminatorio, perdendo allo Speroni (0-3) con la Pro Vercelli.

## Divise e sponsor
Lo sponsor tecnico per la stagione 2011-2012 è, per l'ultimo anno, Macron; sulla maglia non è presente alcun sponsor ufficiale per la prima metà della stagione; nel periodo invernale fa il debutto il logo della Italsempione, come sponsor secondario, e resterà fino al termine della stagione
La prima maglia resta la classica biancoblu; la seconda maglia è nera.
| 1ª maglia | 2ª maglia |

## Organigramma societario
Area direttiva
- Presidente: Pietro Vavassori
- Amministratore: Fiorenzo Riva
- Direttore generale: Raffaele Ferrara

Area organizzativa
- Segretario generale: Italo Federici
- Team manager: Danilo Grassi

Area tecnica
- Allenatore: Giovanni Cusatis
- Allenatore in seconda: Oreste Didonè
- Preparatore atletico: Carlo Simonelli
- Preparatore dei portieri: Claudio Rapacioli

Area sanitaria
- Responsabile: Gianluca Castiglioni
- Medici sociali: Luigi Valcarenghi
- Fisioterapista: Remigio Del Sole
- Massofisioterapista: Matteo Varalli

## Rosa
| N. |                   | Ruolo | Calciatore              |
| -- | ----------------- | ----- | ----------------------- |
|    | Italia (bandiera) | P     | Matteo Andreoletti      |
|    | Italia (bandiera) | P     | Valerio Frasca          |
|    | Italia (bandiera) | P     | Ivan Luca Vavassori     |
|    | Italia (bandiera) | D     | Michele Bonfanti        |
|    | Italia (bandiera) | D     | Andrea Botturi          |
|    | Italia (bandiera) | D     | Andrea Calandra         |
|    | Italia (bandiera) | D     | Gianfilippo Caterisano  |
|    | Italia (bandiera) | D     | Giacomo Gambaretti      |
|    | Italia (bandiera) | D     | Devis Nossa             |
|    | Italia (bandiera) | D     | Giordano Pantano        |
|    | Italia (bandiera) | D     | Mariano Rudi            |
|    | Italia (bandiera) | D     | Dario Alberto Polverini |
|    | Italia (bandiera) | D     | Marco Taino             |

| N. |                   | Ruolo | Calciatore          |
| -- | ----------------- | ----- | ------------------- |
|    | Italia (bandiera) | C     | Alessandro Cortesi  |
|    | Italia (bandiera) | C     | Mirko Bruccini      |
|    | Italia (bandiera) | C     | Stefano Baldan      |
|    | Italia (bandiera) | C     | Luca Mora           |
|    | Italia (bandiera) | C     | Michele Siano       |
|    | Italia (bandiera) | C     | Marco Ghidoli       |
|    | Italia (bandiera) | C     | Paolo Vignali       |
|    | Italia (bandiera) | A     | Matteo Serafini     |
|    | Italia (bandiera) | A     | Stefano Chiodini    |
|    | Italia (bandiera) | A     | Luca Flavio Artaria |
|    | Italia (bandiera) | A     | Alessandro Comi     |
|    | Italia (bandiera) | A     | Giuseppe Cozzolino  |
|    | Italia (bandiera) | A     | Marco Dalla Costa   |

## Risultati

### Lega Pro Seconda Divisione

#### Girone di andata
| Arbitro: | Formato (Benevento) |

|  |           |                                        |
|  | Marcatori | 28’ Bezzi 38’ D. Ferri 84’ I. Graziani |

| Meda 11 settembre 2011 2ª giornata | Renate          | 0 – 0 | Pro Patria | Stadio Città di Meda\| Arbitro: \| Adducci (Paola) \| |
| Arbitro:                           | Adducci (Paola) |       |            |                                                       |

| Arbitro: | Intagliata (Siracusa) |

|             |           |                   |
| Temelin 42’ | Marcatori | 2’, 76’ Cozzolino |

| Arbitro: | Magnani (Frosinone) |

|                             |           |                                        |
| M. Serafini 69’, 82’ (rig.) | Marcatori | 6’ Gentile 16’ Cristini 64’ Varricchio |

| Arbitro: | Martinelli (Roma) |

|              |           |  |
| Dal Bosco 5’ | Marcatori |  |

| Arbitro: | Colarossi (Roma) |

|                                 |           |  |
| M. Serafini 28’ Dalla Costa 90’ | Marcatori |  |

| Arbitro: | Pezzuto (Lecce) |

|                      |           |  |
| A. Ferretti 28’, 30’ | Marcatori |  |

| Busto Arsizio 16 ottobre 2011 8ª giornata | Pro Patria            | 0 – 0 | Valenzana | Stadio Carlo Speroni\| Arbitro: \| D. Ceccarelli (Terni) \| |
| Arbitro:                                  | D. Ceccarelli (Terni) |       |           |                                                             |

| Masi Gian Giacomo 23 ottobre 2011 9ª giornata | Giacomense       | 0 – 0 | Pro Patria | Stadio Savino Bellini\| Arbitro: \| Spinelli (Terni) \| |
| Arbitro:                                      | Spinelli (Terni) |       |            |                                                         |

| Arbitro: | Brodo (Viterbo) |

|                                              |           |  |
| Cortesi 25’, 45’ M. Serafini 29’, 74’ (rig.) | Marcatori |  |

| Arbitro: | Verdenelli (Foligno) |

|                            |           |                          |
| Villagatti 33’ Bertoli 44’ | Marcatori | 63’ Giannone 88’ Cortesi |

| Arbitro: | Casaluci (Lecce) |

|          |           |            |
| Comi 72’ | Marcatori | 37’ Saleri |

| Arbitro: | Pelagatti (Arezzo) |

|  |           |                                    |
|  | Marcatori | 2’ Chiodini 66’ (rig.) M. Serafini |

| Arbitro: | Zivelli (Torre Annunziata) |

|                                |           |  |
| Giannone 11’ Bruccini 33’, 68’ | Marcatori |  |

| Arbitro: | Zappatore (Taranto) |

|             |           |                      |
| Belotti 61’ | Marcatori | 52’, 73’ M. Serafini |

| Arbitro: | Pierro (Nola) |

|                |           |  |
| Giannone 45+3’ | Marcatori |  |

| Arbitro: | Bellutti (Trento) |

|               |           |             |
| A. Curcio 57’ | Marcatori | 49’ Cortesi |

| Arbitro: | Dei Giudici (Latina) |

|              |           |  |
| Giannone 33’ | Marcatori |  |

| Arbitro: | Strocchia (Nola) |

|                            |           |                          |
| Spinale 5’ St. Franchi 30’ | Marcatori | 37’ (rig.), 54’ Giannone |

#### Girone di ritorno
| Arbitro: | Caso (Verona) |

|  |           |              |
|  | Marcatori | 66’ Bruccini |

| Arbitro: | Melidoni (Frattamaggiore) |

|  |           |                           |
|  | Marcatori | 61’ Mazzini 81’ Mantovani |

| Arbitro: | Greco (Lecce) |

|                                     |           |  |
| M. Serafini 24’, 90+3’ Bruccini 30’ | Marcatori |  |

| Arbitro: | intagliata (Siracusa) |

|  |           |                                           |
|  | Marcatori | 15’ (rig.), 63’ M. Serafini 30’ Cozzolino |

| Arbitro: | Illuzzi (Molfetta) |

|                   |           |          |
| M. Serafini 90+1’ | Marcatori | 61’ Pera |

| Arbitro: | Giovani (Grosseto) |

|                        |           |                                            |
| Grassi 42’ (rig.), 79’ | Marcatori | 7’ M. Serafini 55’, 58’ Cozzolino 67’ Mora |

| Arbitro: | Dei Giudici (Latina) |

|                               |           |                             |
| M. Serafini 17’ Cozzolino 81’ | Marcatori | 67’, 71’ (rig.) A. Ferretti |

| Arbitro: | Peretti (Verona) |

|             |           |                                     |
| Lamenza 12’ | Marcatori | 56’ (rig.) M. Serafini 88’ Bruccini |

| Busto Arsizio 4 marzo 2012 28ª giornata | Pro Patria          | 0 – 0 | Giacomense | Stadio Carlo Speroni\| Arbitro: \| Zappatore (Taranto) \| |
| Arbitro:                                | Zappatore (Taranto) |       |            |                                                           |

| Arbitro: | Colarossi (Roma) |

|                                          |           |                                                  |
| Zanetti 11’ A. Brighenti 34’, 92’ (rig.) | Marcatori | 3’ Giannone 27’ (rig.) M. Serafini 44’ Cozzolino |

| Arbitro: | Todaro (Palermo) |

|                                                     |           |                         |
| Giannone 2’, 70’ M. Serafini 33’ (rig.) Botturi 68’ | Marcatori | 19’ M. Russo 50’ Staiti |

| Arbitro: | Cangiano (Napoli) |

|  |           |             |
|  | Marcatori | 80’ Cortesi |

| Busto Arsizio 25 marzo 2012 32ª giornata | Pro Patria         | 0 – 0 | Bellaria Igea Marina | Stadio Carlo Speroni\| Arbitro: \| Pelagatti (Arezzo) \| |
| Arbitro:                                 | Pelagatti (Arezzo) |       |                      |                                                          |

| Arbitro: | D'Angelo (Ascoli Piceno) |

|                        |           |                                       |
| Onescu 47’ Zanigni 62’ | Marcatori | 9’, 90’ (rig.) Giannone 43’ Cozzolino |

| Arbitro: | Magnani (Frosinone) |

|               |           |           |
| Cozzolino 66’ | Marcatori | 3’ Meloni |

| Arbitro: | Peretti (Verona) |

|  |           |              |
|  | Marcatori | 27’ Giannone |

| Arbitro: | Pezzuto (Lecce) |

|                        |           |  |
| M. Serafini 50’ (rig.) | Marcatori |  |

| Arbitro: | Intagliata (Siracusa) |

|           |           |           |
| Nassi 20’ | Marcatori | 47’ Nossa |

| Arbitro: | De Benedictis (Bari) |

|                                 |           |                                     |
| Giannone 22’, 78’ A. Comi 90+1’ | Marcatori | 30’ Pietribiasi 53’ (rig.) Pettarin |

### Coppa Italia

#### Turni preliminari
| Arbitro: | Bellotti (Verona) |

|                                      |           |             |
| F. Ferrari 10’ Inglese 20’, 40’, 63’ | Marcatori | 90+2’ Gjoni |

### Coppa Italia Lega Pro

#### Fase ad elimanzione diretta
| Arbitro: | Ferrari (Mestre) |

|  |           |                                    |
|  | Marcatori | 12’ Tonani 22’ Tripoli 25’ Germano |

## Statistiche

### Statistiche di squadra
| Competizione               | Punti | In casa | In casa | In casa | In casa | In casa | In casa | In trasferta | In trasferta | In trasferta | In trasferta | In trasferta | In trasferta | Totale | Totale | Totale | Totale | Totale | Totale | DR  |
| Competizione               | Punti | G       | V       | N       | P       | Gf      | Gs      | G            | V            | N            | P            | Gf           | Gs           | G      | V      | N      | P      | Gf     | Gs     | DR  |
| -------------------------- | ----- | ------- | ------- | ------- | ------- | ------- | ------- | ------------ | ------------ | ------------ | ------------ | ------------ | ------------ | ------ | ------ | ------ | ------ | ------ | ------ | --- |
| Lega Pro Seconda Divisione | 71    | 19      | 9       | 7       | 3       | 29      | 17      | 19           | 10           | 7            | 2            | 30           | 19           | 38     | 19     | 14     | 5      | 59     | 36     | +23 |
| Coppa Italia               | -     | 0       | 0       | 0       | 0       | 0       | 0       | 1            | 0            | 0            | 1            | 1            | 4            | 1      | 0      | 0      | 1      | 1      | 4      | -3  |
| Coppa Italia Lega Pro      | -     | 1       | 0       | 0       | 1       | 0       | 3       | 0            | 0            | 0            | 0            | 0            | 0            | 1      | 0      | 0      | 1      | 0      | 3      | -3  |
| Totale                     | -     | 20      | 9       | 7       | 4       | 29      | 20      | 20           | 10           | 7            | 3            | 31           | 23           | 40     | 19     | 14     | 7      | 60     | 43     | +17 |